# Hrabstwo Mower
Hrabstwo Mower (ang. Mower County) – hrabstwo w stanie Minnesota w Stanach Zjednoczonych. Obszar całkowity hrabstwa obejmuje powierzchnię 711,57 mil2 (1 842,96 km²). Według danych z 2010 r. hrabstwo miało 39 163 mieszkańców. Hrabstwo powstało 20 lutego 1855 roku i nosi imię Johna Edwarda Mowera – członka Legislatury Minnesoty.

## Sąsiednie hrabstwa
- Hrabstwo Dodge (północ)
- Hrabstwo Olmsted (północny wschód)
- Hrabstwo Fillmore (wschód)
- Hrabstwo Howard (Iowa) (południowy wschód)
- Hrabstwo Mitchell (Iowa) (południe)
- Hrabstwo Worth (Iowa) (południowy zachód)
- Hrabstwo Freeborn (zachód)

## Miasta i miejscowości
- Adams
- Austin
- Brownsdale
- Dexter
- Elkton
- Grand Meadow
- Le Roy
- Lyle
- Lansing (CDP)
- Mapleview
- Racine
- Rose Creek
- Sargeant
- Taopi
- Waltham